# Le Bossu (film, 1997)
Pour les articles homonymes, voir Le Bossu (homonymie).
Pour plus de détails, voir Fiche technique et Distribution.
Le Bossu est un film franco-germano-italien réalisé par Philippe de Broca, sorti en salles en 1997, 9e adaptation filmée connue hors-théâtre du roman-feuilleton Le Bossu de Paul Féval.
C'est un film de cape et d'épée évoquant la vengeance du chevalier Henri de Lagardère, bretteur hors pair déguisé en homme bossu, serviteur et ami du duc Philippe de Nevers, contre le prince Philippe de Gonzague qui a traîtreusement assassiné ce dernier et tenté de tuer aussi sa fille. 
Bien accueilli par les critiques, le film est un succès commercial. Nommé huit fois aux César, il y remporte celui des meilleurs costumes.

## Synopsis
Un chevalier errant respectueux d'un code de l'honneur se bat et se déguise pour rendre son duché à Aurore, fille de son ami assassiné le duc Philippe de Nevers qu'il a recueillie et élevée.
« Si tu ne viens pas à Lagardère, Lagardère ira à toi ! »,
tel est le serment lancé par le chevalier de Lagardère à l'assassin, le comte Philippe de Gonzague et propre cousin de la victime, qui l'a tuée pour lui ravir sa femme Blanche de Caylus et sa fortune. Il faudra seize années à Lagardère pour faire triompher la morale en vengeant le Duc et son honneur, et pour peut-être accepter aussi une nouvelle forme d'amour.

## Fiche technique
- Titre : Le Bossu
- Réalisation : Philippe de Broca
- Scénario : Philippe de Broca, Jean Cosmos et Jérôme Tonnerre, d'après le roman homonyme de Paul Féval
- Décors : Bernard Vézat
- Costumes : Christian Gasc
- Photographie : Jean-François Robin
- Combats et cascades : Michel Carliez
- Son : Henri Morelle
- Mixage : William Flageollet, Laurent Quaglio
- Montage : Henri Lanoë
- Musique : Philippe Sarde. Musique additionnelle : Pietro Mascagni (Intermezzo orchestral, tiré de Cavalleria rusticana, 1890).
- Production déléguée : Patrick Godeau
- Production exécutive : Françoise Galfré, Vittorio Cecchi Gori
- Sociétés de production :
  -  Alicéléo, TF1 Films Production, DA Films
  -  Gemini Filmproduktions
  -  Prima Films, Tiger Cinematographica[1]
- Société de distribution : Pathé Distribution
- Pays de production :  France,  Allemagne,  Italie
- Langue originale : français
- Format : couleur — 35 mm — 2,35:1 (Panavision) —  son Dolby numérique
- Genre : aventures de cape et d'épée
- Durée : 120 minutes
- Dates de sortie : 
  - France : 3 décembre 1997
  - Belgique : 10 décembre 1997
  - Canada : 1998[1]

## Distribution

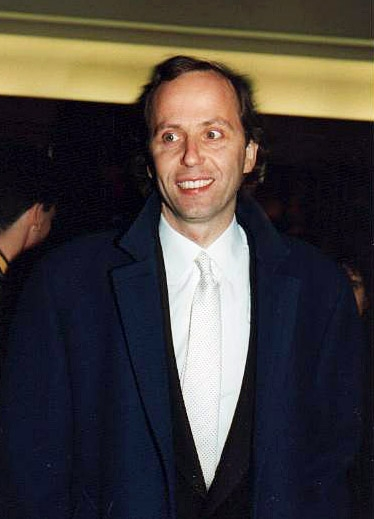
Fabrice Luchini interprète le froid et calculateur comte de Gonzague.

- Daniel Auteuil :  Lagardère / le bossu
- Marie Gillain : Aurore de Nevers
- Vincent Perez : Philippe, duc de Nevers
- Fabrice Luchini : Philippe, prince de Gonzague
- Philippe Noiret : Philippe, duc d'Orléans, régent de France
- Yann Collette : Peyrolles
- Charlie Nelson : Esope
- Jean-François Stévenin : Cocardasse
- Didier Pain : Passepoil
- Claire Nebout : Blanche de Caylus, duchesse de Nevers puis princesse de Gonzague
- Jacques Sereys : le marquis de Caylus, père de Blanche
- Renato Scarpa : Paolo
- Ludovica Tinghi (it) : Ornella
- James Thierrée : Marcello
- Sacha Bourdo : Giuseppe
- Urbain Cancelier : Argenson
- François Levantal : le messager
- Etienne Draber : un courtier/investisseur de la rue Quincampoix
- Luc Palun : le courtier qui signe un contrat sur la bosse d'Esope
- Delphine Serina : une dame de la cour (figuration)

## Production
Longtemps après avoir vu et adoré, dans son enfance, l'adaptation du Bossu par André Hunebelle avec Jean Marais et Bourvil sortie en 1959, Patrick Godeau conçoit vers la fin des années 1980 l'envie d'en réaliser une nouvelle version. En 1993, il s'en ouvre à Jean Cosmos et une première version est conçue, très fidèle au roman. En 1995, Patrick Godeau fait lire le projet au réalisateur Philippe de Broca. Ce dernier avait déjà réalisé un film de capes et d'épées à succès en 1962 : Cartouche. Le synopsis est retravaillé par de Broca, assisté de Jean Cosmos et de Jérôme Tonnerre, pendant un an et demi, afin de trouver un juste équilibre entre la fidélité au roman et une recherche de modernité. Le scénario connaît vingt-trois versions. Patrick Godeau indique : « Par cette aventure, j'ai voulu rendre vie à un genre que j'avais perdu de vue et le faire avec les moyens d'aujourd'hui. C'est beau d'arriver à faire partager un rêve de gosse et de s'apercevoir que les autres ont le même bonheur à partager ce rêve que vous. » La préparation du film prend ensuite six mois jusqu'au début du tournage.
Philippe Noiret endosse à nouveau le costume de Philippe d'Orléans, plus de vingt ans après son interprétation majeure dans Que la fête commence de Bertrand Tavernier (1975) ; ce rôle dans Le Bossu est sa 7e et dernière collaboration avec Philippe de Broca sous la direction de ce dernier.

### Budget
Le film coûte plus de 140 millions de francs, ce qui en fait l'une des plus grosses productions françaises de l'époque.

### Tournage

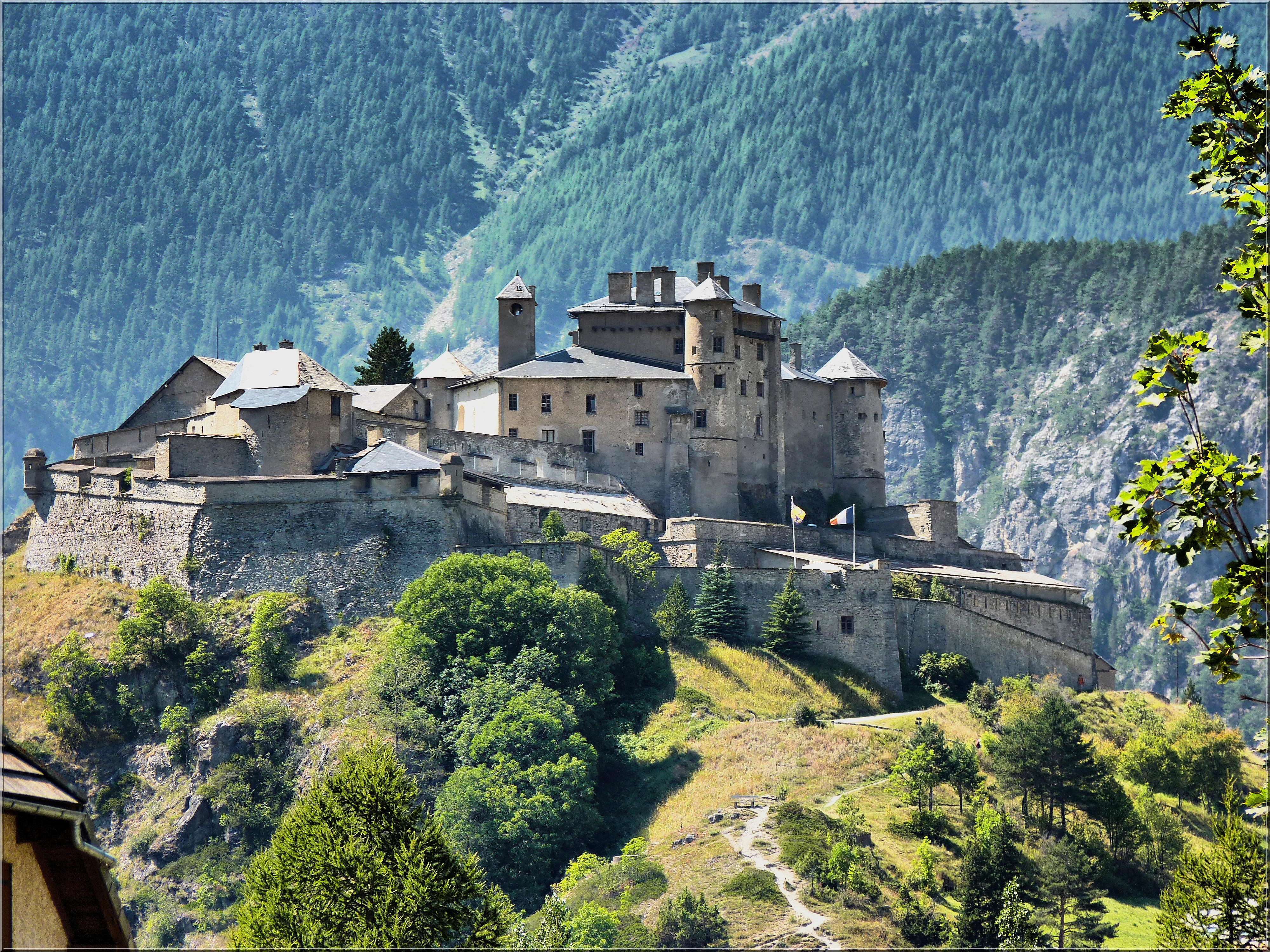
Le fort Queyras,
château du massacre de la noce
(dans la fiction).

Le tournage du Bossu dure seize semaines. Il se partage entre l'Île-de-France ; et la ville du Mans, notamment sa rue « de la Reine Bérengère » pour reconstituer la rue parisienne « Quincampoix » façon XVIIIe siècle. Le château des Caylus est en réalité le fort Queyras, situé à Château-Ville-Vieille dans le département des Hautes-Alpes (photo).

### Musique
La musique du film est composée par Philippe Sarde. Les mélodies en arrière-plan, durant la fuite de Lagardère et Aurore puis dans leur maison une fois celle-ci devenue adolescente, sont des adaptations libres tirées de l'opéra Cavalleria rusticana de Pietro Mascagni. Dans Les noces de Caylus, la scène de la danse des nouveaux mariés, Sarde réutilise le thème composé en 1974 pour le long-métrage Lancelot du Lac de Robert Bresson (« recyclé » également dans le générique du film Le Choc de Robin Davis). Dans la scène de l'arrivée du régent au palais du prince de Gonzague est présent le Trumpet Tune en ré majeur de Jeremiah Clarke. Le générique utilise la sonate K. 455 de Domenico Scarlatti.

## Accueil

### Box-office
- Nombre total d'entrées en fin d'exclusivité (Paris) : 380 074 ;
- nombre total d'entrée en fin d'exclusivité (France) : 1 626 829.

### Critique
« Philippe de Broca et son scénariste, Jean Cosmos, s'en sortent bien. Pas de « modernisation » tapageuse : la tradition est respectée, mais comme décapée de ses archaïsmes. Les morceaux de bravoure, attendus, sont traités dans le mouvement, sans ostentation. Comme des signes de reconnaissance. […]
Daniel Auteuil est taillé dans l'étoffe des héros populaires, et quand Lagardère devient le Bossu, il ajoute une touche d'humanité à la roublardise du nabot contrefait. Fabrice Luchini, en congé de lui-même, exsude la méchanceté pure de Gonzague en peu de mots et avec une soufflante économie d'effets. Quant à Marie Gillain, elle est une Aurore vive, radieuse, idéale. Non, décidément, ce Bossu-là ne fait pas ses 140 ans. »

— Jean-Claude Loiseau, Télérama, décembre 1997

## Distinctions

### Prix
- Lumière du meilleur acteur pour Daniel Auteuil en 1997[1] ;
- César des meilleurs costumes pour Christian Gasc.

### Nominations
- Aux César de 1998, dans les catégories suivantes des meilleurs :
  - film,
  - acteur (Daniel Auteuil),
  - actrice (Marie Gillain),
  - acteur dans un second rôle (Vincent Perez),
  - musique (Philippe Sarde),
  - photographie (Jean-François Robin),
  - décors (Bernard Vézat),
  - montage (Henri Lanoë) ;
- aux BAFTA (Film Awards) de 1999 pour le meilleur film non anglophone[6].